# Vasilij Ivanovič Baženov
Vasilij Ivanovič Baženov (in russo Василий Иванович Баженов?; 12 marzo 1737 (1738 secondo altre fonti) – Dresda, 19 agosto 1799) è stato un architetto russo, che progettò con Vincenzo Brenna il Castello Michajlovskij. Collaborò anche al Cremlino di Mosca e alla Casa Paškov, prima sede della Biblioteca di Stato russa a Mosca. Fu un esponente dell'architettura neoclassica.
Massone, fu iniziato nella loggia "Latona" (o "Deucalione") dopo il 1774, fu membro della loggia "Deucalione" e del  grado teorico a Mosca. Martinista, nel 1784 fece domanda par per essere ammesso nell'Ordine della Rosa-Croce d'Oro di Mosca.